# Friedrich von Stülpnagel
Friedrich Gottlob Paul Ferdinand von Stülpnagel (né le 16 juillet 1913 à Berlin-Lichterfelde et décédé le 7 juillet 1996 à Munich) est un athlète allemand spécialiste du 400 mètres. Licencié au MSV Wünsdorf, il mesurait 1,87 m pour 70 kg.

## Biographie

### Palmarès
| Date | Compétition           | Lieu   | Résultat | Performance  |
| ---- | --------------------- | ------ | -------- | ------------ |
| 1936 | Jeux olympiques d'été | Berlin | 3e       | 3 min 11 s 8 |

### Records
| Épreuve | Performance | Lieu | Date |
| ------- | ----------- | ---- | ---- |
| 400 m   | 48 s 9      |      | 1936 |